# Pałac Schlutterbachów w Jastrzębiu-Zdroju
Pałac Schlutterbachów w Jastrzębiu-Zdroju − XVIII-wieczny klasycystyczno-barokowy pałac wraz z otaczającym go parkiem, położony w jastrzębskim sołectwie Borynia.

## Historia
Pałac został zbudowany w drugiej połowie XVIII wieku w stylu klasycystycznym przez Jana von Schlutterbacha,  z silnymi wpływami późnego baroku. Twórcą pałacu był prawdopodobnie Samuel Fryderyk Ilgner lub jego bliski współpracownik, albo też Wilhelm Pusch. Przed II wojną światową w ramach parcelacji resztek dworu pałac kupiła Elżbieta Siódmiok (poprzednim właścicielem była pani Ledóchowska).
W czasie okupacji hitlerowskiej istniało w nim przedszkole. W czasie działań wojennych, w 1945 pałac został zdewastowany. Po remoncie, obiekt był dzierżawiony i mieściła się w nim szkoła podstawowa, funkcjonująca w latach 1960−1985. W kolejnych latach w budynku mieściły się biura okolicznych przedsiębiorstw i organizacji, a następnie stał się on własnością Jastrzębskiej Spółki Węglowej. Z uwagi na wysokie koszty utrzymania budynku, JSW postanowiła o jego sprzedaży.
W 2010 roku pałac w Boryni został kupiony przez prywatnego inwestora, który w latach 2010−2013 przeprowadził remont obiektu i przekształcił go w hotel z zapleczem konferencyjnym i restauracją.

## Architektura
Pałac jest budynkiem murowanym z cegły, piętrowym zbudowanym na planie prostokąta. Na parterze znajduje się sień. Do 1961 roku klatka schodowa opatrzona była ażurową klasycystyczną drewnianą balustradą. W czasie restauracji budynku została ona usunięta. Okna pałacu są prostokątne, a na pierwszym piętrze są zamknięte łukiem półkolistym. Dach jest mansardowy, pokryty dachówką łupkową.

## Park
W parku pałacowym rośnie ponad 300-letni dąb szypułkowy o obwodzie 432 cm.

## Galeria

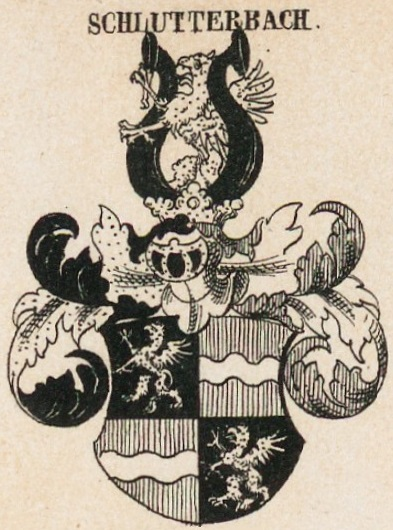
Herb von Schlutterbach
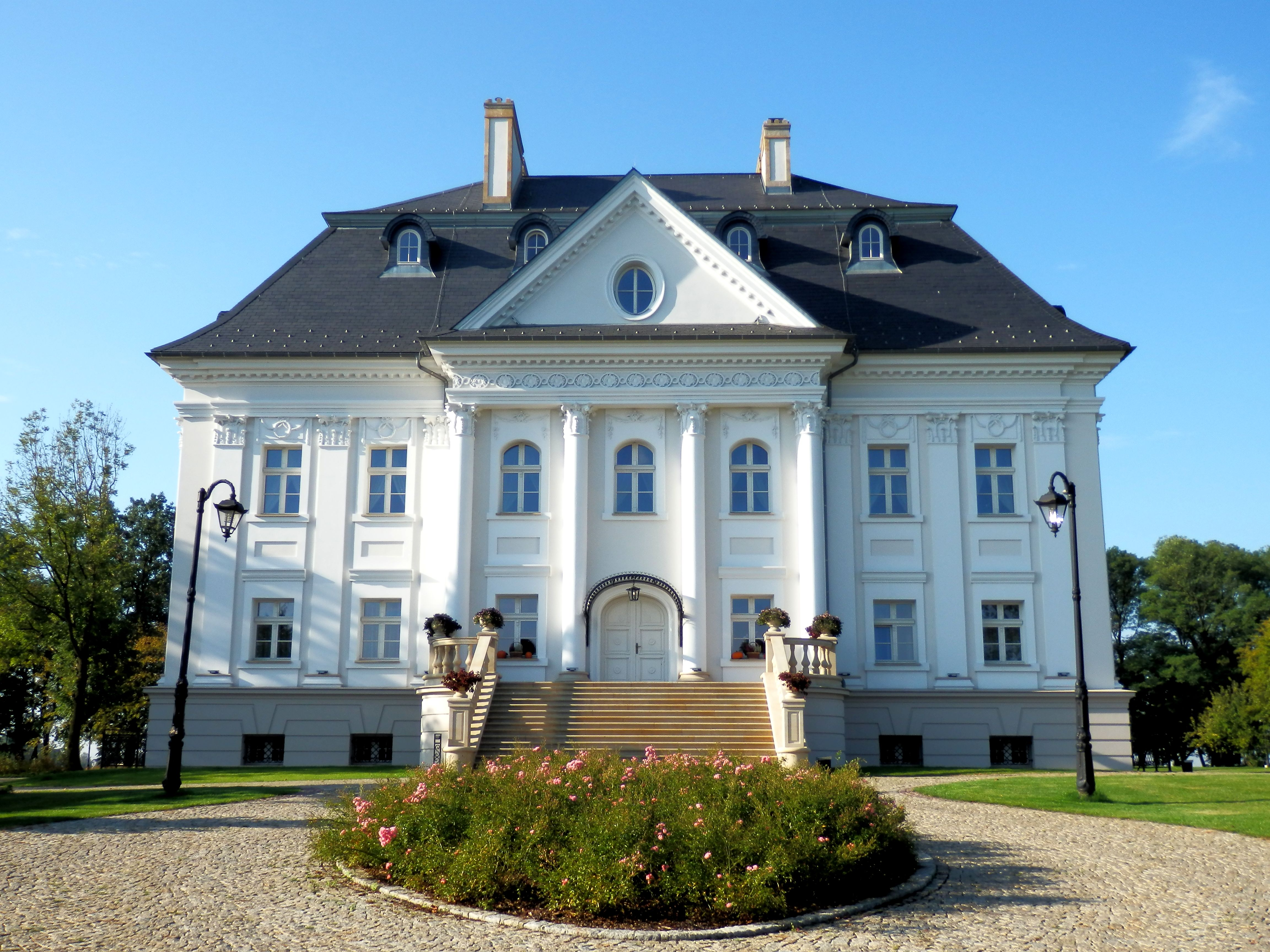
Północna elewacja pałacu
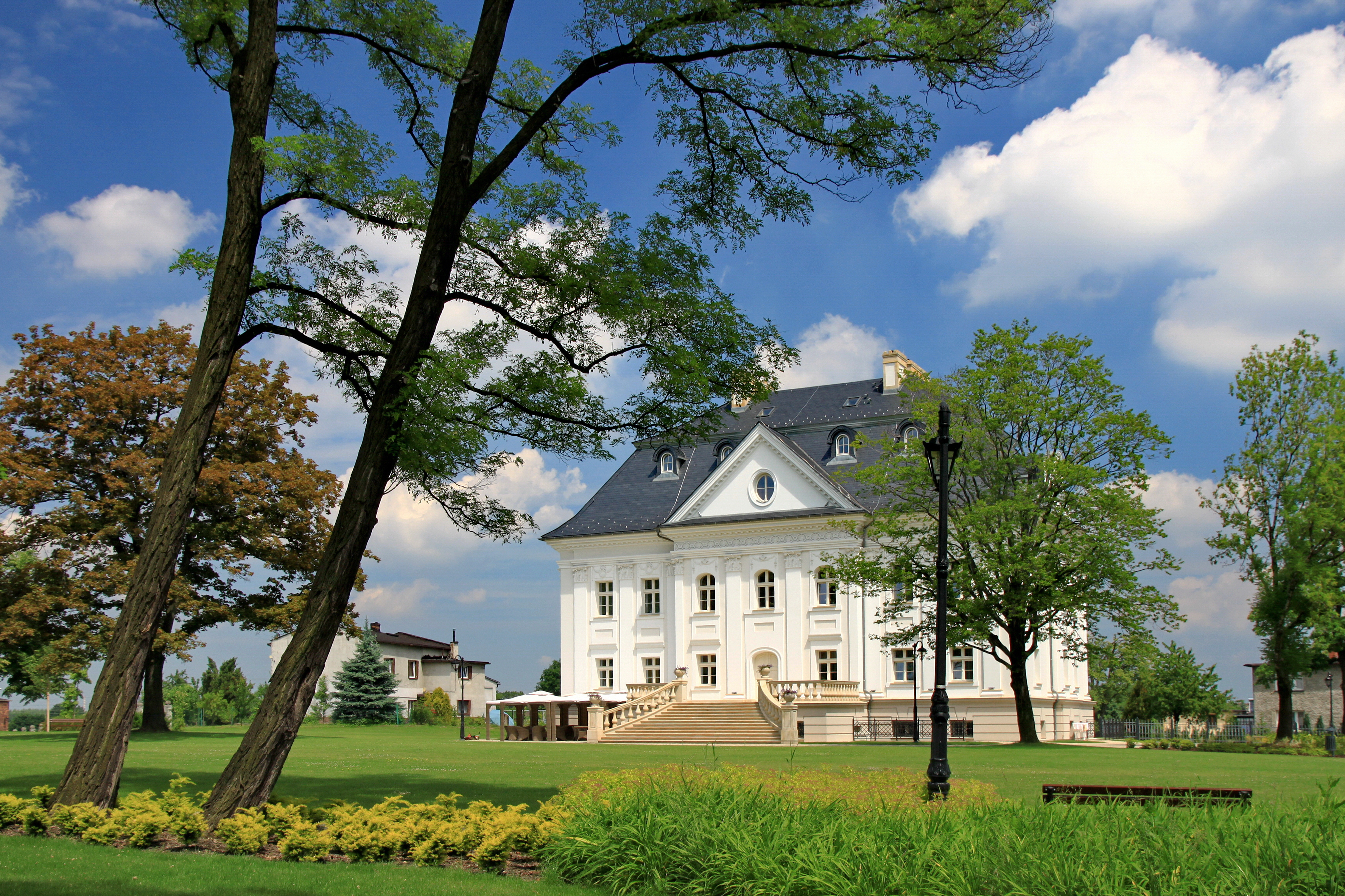
Pałac wraz z parkiem
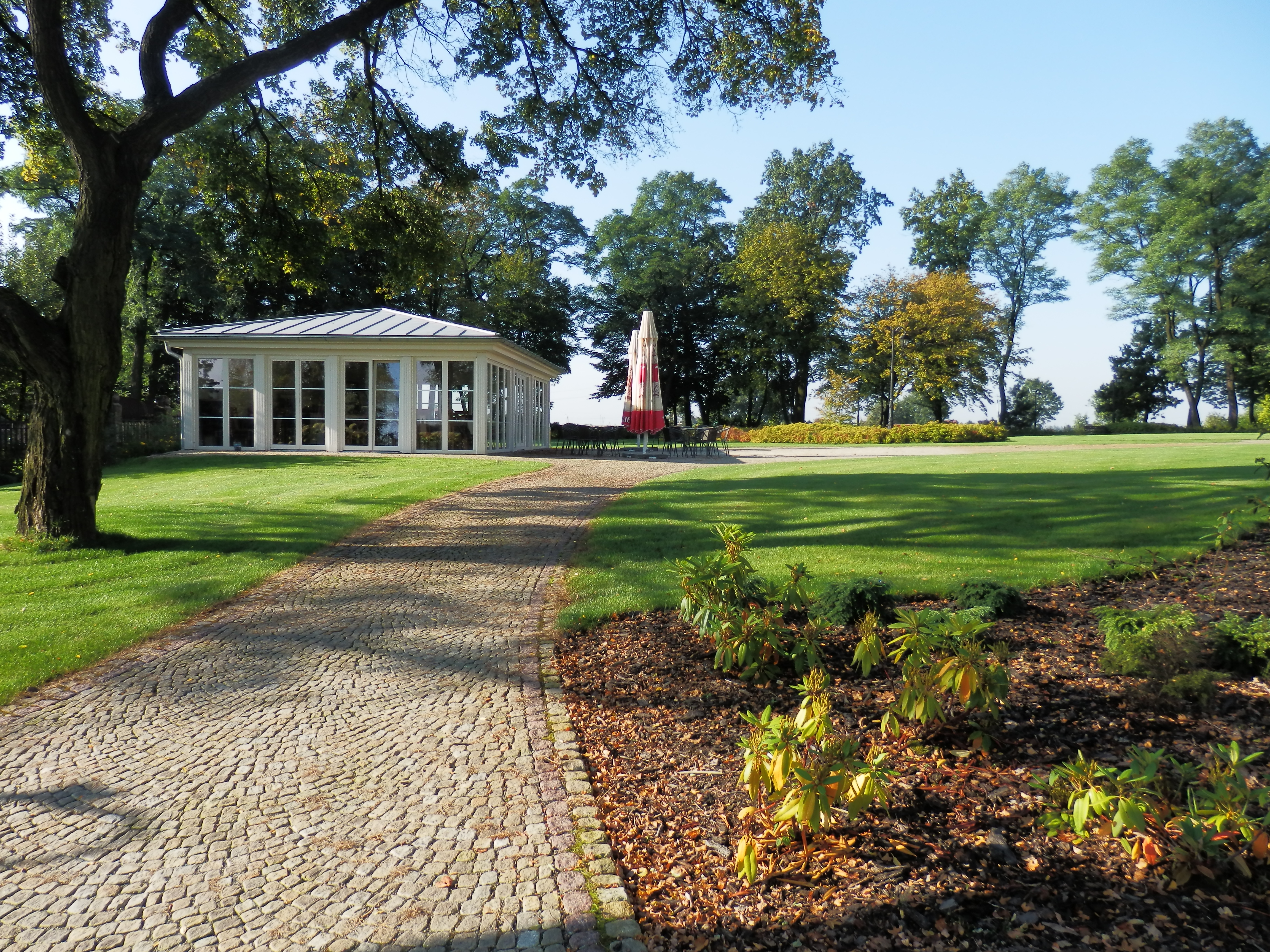
Park